# Tomabecsi Hideto
Tomabecsi Hideto (苫米地英人; Hepburn: Tomabechi Hideto) (PhD, Professzor, Fellow) (Lovag: Cav. di Gr. Cr.) (Tokió, 1959. szeptember 7. –) japán kognitív tudós és számítástudományi szakember. Kutatásai a kognitív pszichológia, az agykutatás és a számítástudomány metszéspontjain helyezkednek el, elsősorban az emberi agy működésének megértésére és a mesterséges intelligencia fejlesztésére összpontosítva.
A kognitív tudományon belül fő kutatási területei a funkcionális agytudomány, a kognitív pszichológia, a pszichofizika, valamint a kognitív pszicholingvisztika. A számítástudomány területén a mesterséges intelligencia (neurális hálózatok, mély tanulás, gépi tanulás, vizuális intelligencia, számítógépes nyelvészet, természetes nyelvfeldolgozás) fejlesztésével, továbbá a diszkrét matematika és a kiberbiztonság problémaköreivel foglalkozik. Kutatásainak jelentős része az emberi agy tudattalan folyamataira, a módosult tudatállapotokra (beleértve a hipnózist és a szubliminális üzenetek hatásmechanizmusait) irányul, így az emberi tudat befolyásolásának (angolul gyakran mind control néven említett jelenségkörnek) és az úgynevezett "agymosás" pszichológiai hátterének egyik elismert szaktekintélye. Jelenleg aktívan kutatja és oktatja a kiber- és a kognitív hadviselés modern koncepcióit és technológiáit.
Tudományos doktori (PhD) fokozatát számítógépes nyelvészetből 1993-ban a Carnegie Mellon Egyetemen szerezte meg. Információk szerint ő volt az egyik első, aki ezen a specifikus szakterületen doktorátust szerzett az egyetemen, és egyben az első japán állampolgár, aki ilyen fokozatot ért el ott. Számos tudományterület, többek között a számítógépes nyelvészet, az agyi funkciók kutatása, a hipnózis tudományos vizsgálata, a szubliminális percepció kutatása és az ember-gép interfészek fejlesztésének előrehaladásához járult hozzá. Napjainkban főként a kognitív tudomány, a mesterséges intelligencia és a számítástudomány legújabb kihívásaival foglalkozik, ideértve a kognitív hadviselést, a mesterséges intelligencia katonai alkalmazásait és a fejlett kibervédelmi stratégiákat. Komplex számítási modelleket dolgozott ki az emberi agy információfeldolgozó mechanizmusainak mélyebb megértéséhez és szimulációjához.
A mesterséges intelligencia hatékonyabb fejlesztése érdekében tudományos kutatásainak jelentős része az emberi kogníció (az a komplex tudati képesség, amely lehetővé teszi a külső és belső információk megszerzését, feldolgozását, tárolását és felhasználását) alapvető folyamataira, így az emberi memóriára, a nyelvi képességekre, az emberi tudattalan működésére és a hipnotikus, illetve egyéb módosult tudatállapotokra fókuszál. A számítástudomány területén belül elsősorban a mesterséges intelligencia matematikai alapjainak továbbfejlesztése, a nyelvi információk feldolgozására képes algoritmusok finomítása, a kognitív és számítógépes nyelvészet, a nagymértékben párhuzamos feldolgozási architektúrák, a neurális hálózatok, valamint a mély tanulás (deep learning) és a gépi tanulás legújabb módszerei foglalkoztatják.
Több mint három évtizedes, a kognitív tudomány, a mesterséges intelligencia (M.I.), a párhuzamos számítási architektúrák és a kiberbiztonság területére kiterjedő kutatói pályafutása során Dr. Tomabecsi számos, esetenként kormányzati finanszírozású kutatási projektet vezetett. Archiválva 2020. július 21-i dátummal a Wayback Machine-ben
Az ember-gép interfész (Human-Machine Interface, HMI; illetve Brain-Computer Interface, BCI) területe is fontos részét képezi munkásságának, különös tekintettel az emberi tudat és a gépi rendszerek közötti interakciók és összekapcsolódás lehetőségeinek kutatására és fejlesztésére. Kiemelkedő kutatási témái közé tartozik a Kiber-Homeosztázis Hipotézis kidolgozása, amely az emberi homeosztázis adaptív mechanizmusait vizsgálja a kibertér kontextusában, valamint a hyperself architecture (hiper-én szerkezet) koncepciója, amely az emberi tudat kiterjesztett, gépekkel integrált formáit és azok lehetséges struktúráit vizsgálja.
A globális terrorfenyegetettség növekedésére reagálva a tömeges krízishelyzetek pszichológiájával is foglalkozik, különös tekintettel a társadalmi pánik és stresszreakciók kezelésére. Ezek olyan társadalmi jelenségek, amelyek terrortámadások vagy természeti katasztrófák esetén nagy tömegeket érinthetnek (azaz a Crisis Psychology területe). Aktív szereplője a kriptovaluták világának, a Crypto Assets Central Bank Foundation (Kriptovaluta Központi Bank Alapítvány) egyik alapítója és támogatója, valamint a virtuális valuták és a blokklánc technológia nemzetközileg elismert szakértője. A Better World Foundation és a TPI (The Pacific Institute) oktatási szervezet japán képviselője. A Tientaj Hawaii-i Buddhista Misszió nemzetközi igazgatói tisztségét is betölti. A Savoyai-ház nagykereszttel kitüntetett lovagja, és a Savoyai-ház japán képviseletének vezetője. Alapítója a Tomabecsi Nemzetközi Élelmiszersegély Szervezetnek (Tomabechi World Food Aid Foundation). Több mint száz könyvet publikált változatos témákban. Az általa 1988-ban alapított Cognitive Research Lab. (CRL Inc.) vállalat úttörő szerepet játszott a korai japán mesterséges intelligencia technológiák fejlesztésében. Jelenleg a Cognitive Research Laboratories (kognitív kutatással és MI-vel foglalkozó vállalat) vezérigazgatója, valamint a Dr. Tomabechi Works vezérigazgatója. A Japán Hipnózis Szövetség (Japan Hypnotists Association) egyik alapító tagja. 2014-től a Japán Önvédelmi Erők (Japan Self-Defense Forces) független tanácsadójaként is tevékenykedett. A Resilience Japan Vállalat, Japán egyik vezető kiberbiztonsági tanácsadó cégének elnöke.

## Jelenlegi egyetemi és akadémikusi pozíciók
- Carnegie Mellon Egyetem CyLab Kutatóintézetének (Kiberbiztonsági és Adatvédelmi Kutatóintézet) adjunktus professzora (Adjunct Professor) és tudományos főmunkatársa (Distinguished Research Fellow), különös tekintettel a Kibervédelem, Gépi tanulás, Mély tanulás, Neuronhálózatok és Vizuális Percepció területeire; aktív résztvevője a Vizuális Intelligencia Kutatólaboratórium munkájának.[2]
- A Kínai Nankai Egyetem (en) Informatikai és KiberTudományi Karának (College of Computer Science and Cybersecurity) vendégprofesszora.
- Az Oroszországi Távol-keleti Szövetségi Egyetem (en) vendégprofesszora.
- A George Mason Egyetem (C4I and Cyber Center) Kutatólaboratóriumának vendégprofesszora és kutatója, ahol MI, nemzetvédelmi technológiák, kogníciókutatás és kognitív hadviselés témakörökkel foglalkozik.[9] Kutatási projektjének címe: Belső reprezentáció a kognitív hadviselésben (Internal Representation in Cognitive Warfare, George Mason University).[10]
- Vaszeda Tudományegyetem Nano & Life Innovációs Kutatóintézetének (Research Organization for Nano & Life Innovation) vendégprofesszora, ahol molekuláris biológiai és nanotechnológiai kutatásokkal is foglalkozik.[11]
- A Cognitive Research Laboratories Inc. (CRL) vezérigazgatója (Kogníciókutatás, M.I. és szoftverfejlesztés).[12]
- A japán Gazdasági, Kereskedelmi és Ipari Minisztérium (en) Információfeldolgozási Fejlesztési Osztályának (Information Processing Promotion Division) szakértői bizottságának tagja és tanácsadója.
- A Japán Szárazföldi Önvédelmi Erők független szaktanácsadója (2014-2019 között aktívan, jelenleg eseti jelleggel).[13]
- A Japán Szárazföldi Önvédelmi Erők és a Carnegie Mellon Egyetem közötti közös kutatási programok egyik tudományos irányítója és koordinátora.
- Rendszeresen tart előadásokat és konzultációkat többek között a Moszkvai Állami Egyetemen és az Amerikai Nemzetvédelmi Egyetemen (National Defense University).

Tagságok és publikációk
- Japán: Japán Mesterséges Intelligencia Társaság (JSAI), Japán Információfeldolgozási Társaság (IPSJ), Nyelvfeldolgozási Társaság (ANLP); Elektronikai, Információs és Kommunikációs Mérnökök Intézete (IEICE).
- Japánon kívül: Cognitive Science Society, AAAI (Mesterséges Intelligencia Fejlesztéséért Szövetség), ACL (Számítógépes Nyelvészeti Szövetség), IEEE Computer Society.

Japán kormányzati projektek vezetése
1998–2004: Különböző japán kormányzati kutatási projektek vezetője vagy kulcsszereplője (intelligens szerverek, mesterséges intelligencia, molekuláris információfeldolgozás és genomkutatás).
- 1998. március: Kereskedelmi és Ipari Minisztérium (később METI): Általános célú dinamikus számítástechnikai rendszer tervezése és kivitelezése, projektvezető.
- 1998. december: Kereskedelmi és Ipari Minisztérium (METI): Vezető tartalompiaci fejlesztési projekt (MMCA-2005), projektvezető.[14]
- 1998–1999: Gazdasági, Kereskedelmi és Ipari Minisztérium (METI): Monotonic graph-based dynamic object implemented in Common Lisp. (Monotonikus gráfalapú dinamikus objektumok implementálása Common Lisp nyelven.)
- 1998–1999: Gazdasági, Kereskedelmi és Ipari Minisztérium (METI): Object-oriented smart contract architecture on monotonic graph structures. (Objektumorientált intelligens szerződés architektúra monotonikus gráfstruktúrákon.)
- 1999–2000: Gazdasági, Kereskedelmi és Ipari Minisztérium (METI): Natural language input dynamic HTML and SQL generation with self-monitoring. (Természetes nyelvű bemeneten alapuló dinamikus HTML és SQL generálás önellenőrző funkcióval.)
- 2000–2001: Gazdasági, Kereskedelmi és Ipari Minisztérium (METI): Úttörő japán projekt egy biztonságos és ellenállóképes otthoni szerver kidolgozására, elosztott virtuális gép architektúrával (Virtual Machine Architecture).
- 2000–2001: Gazdasági, Kereskedelmi és Ipari Minisztérium (METI): A szabadalmaztatott „tér-idő alapú hitelesítés” (spatiotemporal authentication) és biztonságos dinamikus HTML generálási technikák alkalmazása.
- 2001–2004: Belügy- és Kommunikációs Minisztérium (MIC): P2P alapú biztonságos, monotonikus adatcserét és intelligens elosztást támogató platform fejlesztése.
- 2000–2004: Oktatási, Kulturális, Sport-, Tudományos és Technológiai Minisztérium (MEXT): CLOS objektumrendszer fejlesztése monoton és nagyméretű genomadatok kezelésére, valamint MIMD (Multiple Instruction, Multiple Data) masszívan párhuzamos hardver implementációja.

Szabadalmak
- Tomabecsi Hideto, Nogucsi Szunao (Antitest alapú dinamikus vírusvédelmi rendszer), japán szabadalomszám: 2000-404451[15]
- Tomabecsi Hideto, Cuda Kazuhiko (Elektronikus levélaláíró és vírusellenőrző rendszer), japán szabadalomszám: 2000-404452
- Tomabecsi Hideto, Tomabecsi Maszao (Digitális hangalapú vízjellel ellátott zeneelosztó rendszer), japán szabadalomszám: 2005-216460
- Tomabecsi Hideto (P2P alapú kereskedelmi információs rendszer), japán szabadalomszám: 2004-37230

## Tomabecsi Algoritmusok
Dr. Tomabecsi Hideto 1993-ban, a Carnegie Mellon Egyetemen védett doktori disszertációjában két nagy hatású algoritmust publikált a gráf-unifikáció területén.
Ezeket az algoritmusokat széles körben alkalmazzák a mesterséges intelligencia, különösen a természetesnyelv-feldolgozás és az intelligens információfeldolgozó rendszerek területén.
Ezek a diszkrét matematikai modelleken alapuló, nagy sebességű, teljes gráf-unifikációs algoritmusok képesek kezelni a konvergáló éleket és a ciklikus gráfstruktúrákat is, amelyek gyakoriak a komplex nyelvi reprezentációkban. Az első algoritmus a Quasi-Destructive Graph Unification. A második pedig a Quasi-Destructive Graph Unification with Structure Sharing, amely a struktúramegosztás révén tovább optimalizálja a hatékonyságot.
Dr. Tomabecsi algoritmusait a 90-es években alkalmazták a „Bechi Unit” néven ismert korai digitális fizetőeszköz koncepciójának kidolgozásában, amely a világ egyik legkorábbi kísérlete volt digitális pénznem bevezetésére. A Tomabecsi Algoritmusokat a virtuális valuta adatstruktúráinak monotonitásának (konzisztenciájának) biztosítására és a virtuális főkönyvi adatbázisok hatékony kezelésére alkalmazták.
Dr. Tomabecsi algoritmusai iránt napjainkban újra megnőtt az érdeklődés a blokklánc technológia és az elosztott főkönyvi rendszerek (Distributed Ledger Technology, DLT) területén, tekintettel a hatékony és robusztus, blokklánc-szerű adatstruktúrák iránti növekvő igényre.

## JustSystems Kutatóintézet vezetője
Dr. Tomabecsi Hideto a Tokusimai Egyetem Információs Tudományok és Intelligens Rendszerek Tanszékének adjunktusaként párhuzamosan a JustSystems Vállalat kutatási-fejlesztési tevékenységének egyik vezető alakja is volt. A JustSystems akkoriban Japán egyik legnagyobb szoftverfejlesztő és technológiai vállalata volt.
Az 1990-es évek elejétől Tomabecsi Hideto a Tokusimai Egyetemen az emberi agy és a gépi intelligencia közötti kapcsolatokat, valamint az ember-gép interfészek lehetőségeit kutatta. E kutatások eredményeként és a JustSystems Vállalat támogatásával Tokusimában létrehozták a vállalat Alapkutató Intézetét (JustSystems Basic Research Institute), amelyet Tomabecsi Hideto vezetett. Az intézet fő kutatási irányai az Agykutatás, Pszichológia, Pszichofizika, Bioinformatika és a kognitív-idegtudományi technológiák voltak. Az intézetben és a kapcsolódó projektekben jelentős, esetenként több száz fős kutatói és fejlesztői csapatok munkáját irányította.
A JustSystems Vállalat, Tomabecsi vezetésével, közös agykutatási projektet indított a Harvard Orvostudományi Egyetemhez (Harvard Medical School) tartozó Massachusetts General Hospital (MGH) intézményével. E projekt keretében az fMRI (funkcionális mágneses rezonanciavizsgálat) technológiát az agyi funkciók vizsgálatára az elsők között, úttörő módon alkalmazták. Ennek a nemzetközi kutatási együttműködésnek a japán oldali tudományos vezetője Tomabecsi Hideto volt. 1996-ban kinevezték a JustSystems Pittsburghi Kutatóközpont (Justsystem Pittsburgh Research Center, JPRC) igazgatójává. Irányítása alatt a kutatóközpont számos mesterséges intelligencia alapú szoftvert és technológiát fejlesztett ki, amelyek hozzájárultak a vállalat piaci pozíciójának erősítéséhez.

## Élete és pályafutása
1985-ben elnyerte a rangos Fulbright kutatói ösztöndíjat, amelynek köszönhetően felvételt nyert az Amerikai Egyesült Államokban található Yale Egyetem Számítástudományi Tanszékének doktori képzésére. A Yale Egyetemen aktív tagja volt a világhírű kognitív pszichológus, Dr. Roger Schank által vezetett Kognitív Tudomány Projekt (Cognitive Science Project) kutatócsapatának, valamint a Mesterséges Intelligencia Laboratórium (Artificial Intelligence Laboratory) doktorandusz hallgatója (PhD candidate) volt. A Yale Egyetemen töltött időszak alatt az emberi tudat komplex kutatásával (agykutatás, klinikai pszichológia, kognitív pszichológia, fejlődéslélektan, nyelvészet), valamint a mesterséges intelligencia elméleti és gyakorlati kérdéseivel foglalkozott. Olyan kiemelkedő tudósok irányítása alatt folytatta tanulmányait és kutatásait, mint Dr. Chris Riesbeck (akkor Yale, később Northwestern Egyetem), Dr. Lawrence Birnbaum (Yale Egyetem) és Dr. Roger Schank (Yale Egyetem, később Carnegie Mellon Egyetem); Marvin Minsky (MIT) munkássága pedig jelentős hatással volt rá. Részt vett olyan kutatásokban is, amelyek katonai kórházi környezetben a háborús traumát átélt katonák agyi funkcióinak és pszichés állapotának változásait vizsgálták.
1987-ben átjelentkezett a Carnegie Mellon Egyetem (CMU) doktori képzésére, amely intézmény abban az időben a világ egyik vezető kutatóegyetemének számított a kognitív tudomány és a számítástudomány területén. A Carnegie Mellon Egyetemen a kognitív tudományok és a számítástudomány határterületein mélyítette el kutatásait. Számos kutatólaboratórium munkájában vett részt, többek között Dr. Masaru Tomita (akkor a CMU professzora, később a Keio Egyetem neves molekuláris biológusa) irányítása alatt dolgozott a Center for Machine Translation (CMT, Gépi Fordítási Központ) és a Computational Linguistics Lab. (Számítógépes Nyelvészeti Laboratórium) keretein belül, valamint kapcsolatban állt a Robotics Institute-tal. Később az ATR (Advanced Telecommunications Research Institute International, Kiotó) nemzetközi kutatóintézet projektjeiben is közreműködött. Fő kutatási területei a természetes és számítógépes nyelvfeldolgozás, a kognitív nyelvészet, a kognitív pszichológia, valamint ezek matematikai és filozófiai alapjai voltak.

## Tokiói Terrortámadás
Tomabecsi jelentős szakértői szerepet vállalt az 1995-ös tokiói terrortámadás nyomozásának és következménykezelésének egyes aspektusaiban. Az Aum Sinrikjó nevű, magát vallási közösségnek álcázó terrorista szekta 1995. március 20-án a tokiói metróhálózaton szaringáztámadást hajtott végre, amely egy rendkívül erős idegméreg. A szekta éveken keresztül manipulatív, esetenként hipnotikus technikákat és pszichoaktív szereket alkalmazott tagjain, akik így folyamatos és intenzív agymosáson (mind control, brainwashing) estek át. A szekta tagjai a támadásokat gyakran erősen befolyásolt tudatállapotban (amelyet esetenként kábítószerekkel is előidéztek) hajtották végre, ami egyes elkövetőknél jelentős emlékezetkiesést eredményezett a cselekményekkel kapcsolatban. Az akkoriban a Harvard Egyetemmel is kutatási együttműködésben álló Dr. Tomabecsit a japán hatóságok felkérték, hogy szakértelmével járuljon hozzá az "agymosáson" átesett szektatagok pszichológiai állapotának felméréséhez és az eseményekre vonatkozó emlékeik feltárásához, ezzel segítve a nyomozati munkát. Speciális pszichológiai, esetenként hipnózist is alkalmazó technikákkal járult hozzá a merényletekkel kapcsolatos részletek feltárásához, amely jelentős mértékben támogatta a nyomozóhatóságok munkáját.
Az üggyel kapcsolatban többször szerepelt a médiában, és azóta szakértőként számos könyvet írt, valamint előadásokat tartott az emberi elme befolyásolhatóságának mechanizmusairól, a szekták manipulatív módszereiről és a pszichológiai hadviselésről.
Az Aum Shinrikyo ügy kapcsán Tomabecsi Hideto feleségül vett egy korábbi női szektatagot, akinek tanácsadást nyújtott az "agymosás" hatásainak leküzdésében. Ez a kapcsolat a japán hetilapok részéről kritikát váltott ki, amelyek többek között azzal vádolták, hogy „etikátlan egy tanácsadó számára, ha kapcsolatot létesít egy tanácsolt személlyel”, hogy „Tomabecsi egyszerűen átvette Aszahara Sókó szerepét mint guru”, illetve, hogy ez egyfajta „fordított agymosásnak” tekinthető.

## Életrajz
- 1983: Diplomázott a Sophia Egyetem Idegen Nyelvek Karán, nyelvészet szakirányon.
- 1985: Elnyerte a Fulbright ösztöndíjat, és felvételt nyert a Yale Egyetem Számítástudományi Tanszékének doktori képzésére. Tagja lett a Kognitív Tudomány Kutatási Projektnek és a Mesterséges Intelligencia Kutatólaboratóriumnak, ahol agykutatással, klinikai pszichológiával és mesterséges intelligenciával foglalkozott.[40]
- 1987: Doktori tanulmányait a Carnegie Mellon Egyetem Számítástudományi Karán folytatta, kognitív tudomány, agykutatás, Nyelvészet és mesterséges intelligencia területeken.[41]
- 1987: A Carnegie Mellon Egyetem Számítástudományi Karán kutatólaboratóriumi tagként kognitív nyelvészeti és mesterséges intelligencia kutatásokat végzett, célul tűzve ki az emberi agy információfeldolgozási folyamatainak algoritmikus modellezését.[42]
- 1987–1993: A Számítógépes Nyelvészeti Laboratórium, a Gépi Fordítási Kutatóközpont és a Robotikai Intézet kutatója és doktorandusza volt a Carnegie Mellon Egyetemen.[43][44]
- 1990–1991: Az ATR (Advanced Telecommunications Research Institute International) kutatóintézetben (Kiotó) dolgozott, ahol mesterséges intelligencia alapú beszédfelismerési és gépi fordítási kutatásokban (emberi beszédet értelmező és fordító programok fejlesztése) vett részt.[45]
- 1992–1998: A Tokusimai Egyetemen (Japán) (en) adjunktusként tevékenykedett az Információs Tudományok és Intelligens Rendszerek Tanszékén. Itt megalapította a Módosult Tudatállapotok Kutatóközpontját (Research Center for Modified States of Consciousness), fókuszálva az agyi funkciók és a tudatállapotok vizsgálatára.[46]
- 1993: Doktori (PhD) diplomát szerzett a Carnegie Mellon Egyetemen. Ekkor publikálta a később róla elnevezett Tomabecsi Algoritmusokat.[47][48]
- 1993–1998: A JustSystems Vállalatnál(en) először a Fejlesztési Osztály igazgatója, majd az Alapkutató Intézet (Basic Research Institute) igazgatója lett.[49][50]
- 1995: A Harvard Orvostudományi Egyetemhez (Harvard Medical School) tartozó Massachusetts General Hospital (MGH) intézményével közös agyfunkció-kutatási projektet indított és vezetett japán oldalról, amely funkcionális agyi képalkotási technikákat (fMRI) alkalmazott.[51]
- 1996: A japán Gazdasági, Kereskedelmi és Ipari Minisztérium (en) Információfeldolgozási Fejlesztési Osztályának (Information Processing Promotion Division) tanácsadója és szakértői bizottságának tagja lett.
- 1996: Kinevezték a JustSystems Pittsburghi Kutatóközpont(en) (JPRC) igazgatójává.
- 1998: Megalapította és azóta vezérigazgatóként irányítja a Cognitive Research Laboratories Ltd. (CRL) vállalatot, amely kogníciókutatással és M.I. fejlesztéssel foglalkozik.[12]
- 1998–2004: Számos japán kormányzati kutatási projekt vezetője vagy kulcsfontosságú résztvevője volt (intelligens szerverek, mesterséges intelligencia, tudat- és memóriakutatás).
- 2000–2004: A 2000-es évek elején egy, a japán kormány által kezdeményezett molekuláris biológiai és genomkutatási projektben a számítástudományi és bioinformatikai aspektusok egyik vezető kutatója/koordinátora volt, ahol molekuláris információs modellek fejlesztésével foglalkozott.
- 2007: A Carnegie Mellon Egyetem Cyber Security & Privacy Research Institute (CyLab) adjunktus professzora (Adjunct Professor) és tudományos főmunkatársa (Distinguished Research Fellow) lett.[52]
- 2013: Az Oroszországi Távol-keleti Szövetségi Egyetem vendégprofesszorává nevezték ki.
- 2014–2019: A Japán Szárazföldi Önvédelmi Erők független szaktanácsadójaként tevékenykedett.[13]
- 2015: A Free News Association (Szabad Sajtó Társaság) elnökévé választották.
- 2019: A Savoyai Lovagrend (Szent Móric és Lázár Rend) Nagykereszttel kitüntetett lovagja és a Rend japán képviseletének vezetője lett.[53]
- 2019: A George Mason Egyetem C4I and Cyber Center Kutatólaboratóriumának kutatásvezető professzora lett, ahol kognitív hadviseléssel, mesterséges intelligenciával és kibervédelemmel foglalkozik.[54]
- 2020: A Vaszeda Tudományegyetem Nano & Life Innovációs Kutatóintézetének vendégprofesszora lett, molekuláris biológiai és nanotechnológiai kutatásokban való részvétellel.
- 2020: A Resilience Japan Vállalat elnökévé nevezték ki.[55]
- 2020: Egy japán kormányzati mesterséges intelligencia kutatási program (amely az emberekkel együtt fejlődő, következő generációs mesterséges intelligencia kidolgozását célozza) egyik kulcsszereplője/szakértője lett.[56]
- 2023: A Japán Külpolitikai Társaság (The Japan Forum on International Relations, Inc. - JFIR) tanácsadó testületének tagja lett.[57]

## Fő tevékenységek
Kognitív tudomány, agytudomány/idegtudomány, mesterséges intelligencia és számítás-tudomány
- Számos publikációt és könyvet írt a Lisp programozási nyelvről, amely a mesterséges intelligencia kutatásának egyik korai és meghatározó programozási nyelve.[58] A Yale Egyetemen kifejlesztett egy olyan mesterséges intelligencia rendszert, valamint egy masszívan párhuzamos feldolgozásra tervezett rendszert, amelyek az objektumorientált programozási elveken és a Lisp nyelven alapultak.[59] Miután átjelentkezett a Carnegie Mellon Egyetemre, a mesterséges intelligencia és a természetesnyelv-feldolgozás kutatásához elengedhetetlen Lisp programnyelvből a Common Lisp nyelvet kifejlesztő tudós, Scott Elliott Fahlman professzor vezetésével folytatta tanulmányait, illetve részt vett egy korai, hangvezérlésű idegennyelv-fordító rendszer fejlesztésében. Japánba való visszatérése után is folytatta a Common Lisp kutatását és alkalmazását.[60] A Gazdasági, Kereskedelmi és Ipari Minisztériummal együttműködve kifejlesztette a Lispache szervert, egy Lisp alapú, nagy teljesítményű webszervert.[61] Később szintén a Common Lisp nyelven alapuló Dinamikus Objektumorientált Modell (CLOS - Common Lisp Object System) továbbfejlesztésében és alkalmazásában is részt vett.[62][63] A Java programozási nyelvet Japánban az elsők között alkalmazta és népszerűsítette. Munkásságában gyakran támaszkodik a lambda-kalkulus, különböző gráfelméleti koncepciók, valamint esetenként a kvantumfizika egyes elveire is, különösen a tudat és az információfeldolgozás modellezése során.
- A P2P (peer-to-peer) technológia fejlesztésében a kezdetektől fogva részt vett Japánban, és a Belügy- és Kommunikációs Minisztérium (MIC) támogatásával a P2P technológia számos területen került alkalmazásra.[64] Majd az 1990-es évek második felétől a 2000-es évek elejéig a MIC támogatásával több állami szoftverfejlesztési projektet vezetett. Az Amerikai Egyesült Államokban található Apple vállalat által használt Kotoeri (en) japán beviteli szoftver fejlesztésében is kulcsszerepet játszott.[65]
- Az elmúlt években amerikai partnerekkel közösen fejlesztették ki a teljesen egyedi, kodeken alapuló P2P következő generációs videoelosztó rendszert, a KeyHoleTV-t (en). Ezt a technológiát a 2007-es japán választásokat megnyerő Demokrata Párt is használta kampánycélokra.[66]
- Mindezek mellett számos publikációt és könyvet írt neurális hálózatokról, az emberi agy funkcióiról, az agy és a kibertér kapcsolatáról (Kiber-Homeosztázis Hipotézis), módosult tudatállapotokról, buddhista meditációs technikákról és az elme működésének általános kérdéseiről. Munkáiban gyakran reflektál filozófiai, metafizikai és ontológiai kérdésekre, különös tekintettel a buddhista filozófia, például a súnjata (üresség) fogalmára és a meditációs gyakorlatok tudatállapot-módosító hatásaira.

Üzletemberként
- Számos nemzetközi üzleti érdekeltséggel rendelkezik. Több szoftverfejlesztő vállalatot alapított és vezet, illetve különböző nemzetközi projektekben vesz részt szakértőként vagy tanácsadóként. Több országban nyújt tanácsadást mesterséges intelligencia technológiákkal, blokklánc technológiával és virtuális valutákkal kapcsolatban. 2008-ban több televíziós sorozat és film produkciójában is részt vett tanácsadóként vagy akár epizódszereplőként, például a K-tai Investigator 7 (en) televíziós sorozatban. A God's Puzzle (en) című japán filmben önmagát alakítva is feltűnik.[67] Rendszeresen szerepel japán televíziós műsorokban tudományos szakkommentátorként. Egy interjúban úgy nyilatkozott, hogy első jelentősebb üzleti sikereit követően két Ferrari sportautót vásárolt, részben azért, hogy ösztönzésül szolgáljon a fiatal kutatók és diákok számára, megmutatva, hogy egy tudós is lehet sikeres és anyagilag független.[68] Egy televíziós interjúban említette, hogy több ország (meg nem nevezett) kormányfőjével és számos magas rangú nemzetközi intézménnyel ápol szakmai kapcsolatokat. Több mint száz könyvet írt, és folyamatosan tart szemináriumokat, workshopokat és továbbképzéseket Japánban és nemzetközileg is.
- Tomabecsi kifejlesztett egy telefonos csengőhangot, amely állítása szerint pszichoakusztikai elvek alapján képes pozitívan befolyásolni a hallgató bizonyos testi funkcióit, például megnövelni a női mellek méretét.[69] Állítása szerint a csengőhang hatásmechanizmusa ismert pszichoakusztikai elveken és a 80-as, 90-es években végzett, tudatállapotokat befolyásoló kutatásain alapul. A csengőhang egy előfizetéses szolgáltatás keretében volt letölthető, jellemzően havi 300 jen körüli áron. A termékleírások szerint a férfiakra a csengőhangnak nincs ilyen hatása, sőt, egyes források tréfásan megjegyezték, hogy számukra füldugó használata javasolt.[70] Tomabecsi és cégei a későbbiekben további, hasonló elven működő „funkcionális csengőhangokat” is piacra dobtak, amelyek állítólagosan javítják a memóriát, növelik a vonzerőt az ellenkező nem számára, pozitívan hatnak a hajnövekedésre, vagy segítenek a dohányzásról való leszokásban.[70] E csengőhangok dallamai a leírások szerint elősegítik az információfeldolgozást az agyban és támogatják a pozitív mentális állapot kialakulását és fenntartását.[71] Ezeknek és más, Tomabecsi által kínált, esetenként magas áron forgalmazott információs termékeknek és szolgáltatásoknak köszönhetően neve mellett a japán internetes keresőkben időnként megjelennek a szkepticizmusra utaló keresési kifejezések (pl. „Tomabecsi gyanús”).

Vallás és spiritualizmus
- A 2000-es években több könyvében és előadásában is kritikusan elemezte a populáris spiritualizmus egyes irányzatait és a felszínes, tudományos alapokat nélkülöző spirituális iskolák terjedését. Másrészt mélyrehatóan ismeri a keleti és nyugati filozófiákat, valamint a nagy világvallásokat, különösen a buddhizmust. Több írásában is részletesen foglalkozik a buddhista üresség (súnjata) fogalmával, a tudat természetével és a meditáció fontosságával, valamint annak neurokognitív hatásaival.[72] Érdeklődési körébe tartozik a kínai csikung (qigong) és más ősi keleti energiagyakorlatok és harcművészetek filozófiai és pszichofiziológiai háttere is.

## Önfejlesztés, Coaching, Extrém magas teljesítmény
- 2007 óta számos önfejlesztő könyvet publikált, amelyekben a kognitív pszichológia, a funkcionális agytudomány és a neurolingvisztika legújabb eredményeit igyekszik közérthető formában bemutatni a szélesebb közönség számára. Könyveiben és előadásaiban gyakran utal az Erickson-i hipnoterápia módszereire, valamint az NLP (Neuro-Lingvisztikus Programozás) egyes technikáira, amelyeket saját kognitív tudományos modelljeibe integrál.
- Coachként és mentáltrénerként is aktívan tevékenykedik. A néhai Lou Tice, a The Pacific Institute (TPI) alapítója, aki az 1970-es évektől kezdve az alkalmazott kognitív pszichológia (többek között Dr. Albert Bandura szociális kognitív elméletének) eredményeire építve hozta létre a modern coaching és teljesítményfokozás egyik megalapozó rendszerét, felkérte Dr. Tomabecsit, hogy az agykutatásban elért legújabb eredményeket, valamint a fejlett kognitív pszichológiai modelleket és kutatási eredményeket integrálja a TPI coaching rendszerébe.[73] Ezen együttműködés eredményeként jött létre a TPIE (Tice Principles In Excellence) és a PX2 (Performance Multiplied) önfejlesztő és csúcsteljesítményt célzó program, amelyek Dr. Tomabecsi kognitív tudományos meglátásaival bővültek.[74] Lou Tice és a TPI híres volt arról, hogy az Amerikai Egyesült Államok fegyveres erőinek több ágával, számos ország kormányával, a Fortune 500 listáján szereplő vállalatok több mint 62 százalékával, valamint több olimpiai csapattal és élsportolóval dolgozott együtt teljesítményük optimalizálása érdekében.
- Dr. Tomabecsi saját fejlesztésű mentális és önfejlesztő technikáit, valamint a TPI-vel közösen továbbfejlesztett programokat azóta számos ország kormányzati szervei (beleértve katonai és nemzetbiztonsági szervezeteket), olimpiai sportolók, professzionális küzdősportolók (pl. az UFC egyes versenyzői), valamint multinacionális vállalatok és pénzintézetek is alkalmazzák a döntéshozatali képességek, a stressztűrés és az általános teljesítmény javítására. Beszámolók szerint több ország állami szerveinek és kormányzati tisztviselőinek nyújtott mentális tréninget, és egyes szubliminális és kognitív befolyásolási technikáit repülőtereken is tesztelték a biztonságtudatosság és a terrorizmus elleni védekezés hatékonyságának növelése érdekében.